# Propagazione delle piante ortive
Le piante ortive si propagano per seme o per parti di pianta: nel primo caso si parla di propagazione sessuale o gamica; nel secondo di propagazione asessuale o agamica, detta anche propagazione per via vegetativa.
In orticoltura predomina la propagazione per seme.
Una tecnica di propagazione delle specie da orto relativamente recente è la micropropagazione che consiste nella coltura in vitro di tessuti prelevati dalle piante.
La micropropagazione è una forma di propagazione agamica.

## Propagazione per seme
La propagazione per seme è la più semplice, la più economica e la più pratica, in quanto consente il largo impiego di mezzi meccanici.
Il seme è facile da trasportare e da immagazzinare, perciò la propagazione per seme costituisce un importante mezzo per conservare le piante con il loro patrimonio genetico da una stagione di coltura all'altra.

## Il seme
Il seme è un organo in stato di dormienza, acquisita in generale per disidratazione.
È costituito da tre parti essenziali: l'embrione, il tessuto di riserva e il tegumento.
Il primo è sostanzialmente una pianta in miniatura completa di radichetta, fusticino e piumetta, destinate ad evolversi rispettivamente nell'apparato radicale della pianta, nel fusto e nella chioma.
Comprende una o due foglioline embrionali più o meno ingrossate dette cotiledoni che hanno la funzione di riserva e di fotosintesi nelle prime fasi di sviluppo della plantula.
Tra le piante da orto che hanno il seme con un solo cotiledone troviamo la cipolla, il porro e l'asparago.
Il tessuto di riserva può essere rappresentato dagli stessi cotiledoni o dell'endosperma.
Il tegumento è costituito da due parti: una esterna detta testa più spessa e robusta, spesso colorata, liscia o rugosa, glabra o munita di peli.
il tegumento protegge le parti interne del seme e talvolta impedisce l'assorbimento di acqua.

## Fecondazione e formazione del seme
Il fiore è l'apparato in cui avviene la fecondazione, a seguito della quale l'ovulo fecondato si evolve in seme.
Per le piante da orto il fiore è costituito da 4 appendici: calice, corolla, pistillo e stame.
Il calice comprende 4 foglioline dette sepali che hanno la funzione di proteggere il boccio fiorale.
La corolla è formata da un numero variabile di petali dotati di colori più o meno vivaci.
Il pistillo è l'organo femminile, costituito da ovario, stilo e stigma.
Lo stame infine è l'organo maschile, costituito dal filamento e dall'antera.
Questa racchiude numerosissimi grani di polline che rappresentano i gameti femminili.
Nelle diverse specie e varietà si ha una diversa distribuzione dei sessi nei fiori.
in questo rispetto si hanno specie ermafrodite, che presentano organi maschili e femminili nello stesso fiore; specie monoiche, che presentano fiori maschili e femminili distinti e separati nella stessa pianta; specie dioiche che presentano piante con soli fiori maschili e soli fiori femminili.
Nella fecondazione del polline liberato sullo stigma recettivo germina emettendo un budello pollinico che penetra nel tessuto stigmatico e attraverso lo stilo raggiunge l'ovulo fecondandolo.
L'ovulo fecondato si trasforma in seme, mentre l'ovario ingrossato in vario modo si trasforma in frutto.
In natura il polline può giungere sullo stigma per caduta dalle antere, per azione del vento o per trasporto da parte di pronubi, soprattutto insetti.

## Produzione di sementi da orto
La produzione di sementi da orto è dunque quasi totalmente affidata a ditte specializzate, dotate di idonee attrezzature e personale qualificato.
In Italia sono attive numerose ditte in grado di fornire materiale di sicura qualità.
Nella pratica della produzione sementiera è essenziale conoscere la biologia fiorale delle diverse specie e varietà.
Alcune specie sono normalmente autoimpollinate, come la lattuga; altre come il peperone, la rapa, il fagiolo sono prevalentemente autoimpollinate, ma possono ricorrere anche a impollinazione incrociata di tipo anemofilo.
Sedano, cipolla, carota, melone sono contraddistinte da impollinazione incrociata, mentre per i cavoli, la rapa, la cicoria,l'impollinazione incrociata ed entomofila rappresenta la regola.
Nella produzione di sementi per garantire la purezza varietale è necessario impedire l'inquinamento da pollini estranei.
Per questo le parcelle di riproduzione devono essere isolate spazialmente.
Infine per ottenere una semente di qualità è fondamentale la tempestività nella raccolta, l'accurata pulizia di tutti i macchinari per la raccolta e la selezione dei semi, il condizionamento e la corretta conservazione in magazzini asciutti e aerati.

## Caratteristiche del seme
Un buon orticultore deve assicurarsi che il materiale acquistato risponda in pieno ai requisiti di purezza varietale, alta facoltà ed energia germinativa, perfetto stato sanitario.
Si tratta di qualità controllabili a mezzo di test che possono essere dai più semplici ai più sofisticati.
Purezza varietale: è la percentuale di semi rispondenti ai caratteri specifici di una coltivar presenti in una determinata paritita di seme.
Facoltà germinativa: è la facoltà del seme di germinare e dare origine ad una normale pianta.
Si esprime in percentuale di semi germinati nelle condizioni di temperatura, umidità e durata.
Varia da specie a specie
Energia germinativa: è il tempo in cui una semente germina. Questo lasso di tempo deve essere il più breve possibile in relazione alle caratteristiche della specie.
Stato sanitario: una buona semente deve essere completamente liberata da organismi patogeni di qualsiasi genere.

## Trattamento del seme
Per prevenire la trasmissione di infezioni e favorire la pronta germinazione, il seme può essere trattato e condizionato.

## Concia del seme
La concia del seme può essere un valido mezzo di prevenzione ma richiede in ogni caso esperienza e attrezzature adatte.
Il trattamento conciante può essere eseguito:
-a secco, con una botte gigante.
-in umido, con caldaia.
-con gas, in cassoni.
Gli antiparassitari usati allo scopo sono diversi:
- Ipoclorito di calcio.
- Prodotti a base di rame, come l'ossichinolinsto di rame[cos'è?], il solfato di rame e l'ossicloruro di rame.
- Ditiocarbammati

## Confettura e calibratura
I semi di alcuni ortaggi come la carota sono molto minuti o irregolari e non si prestano ad essere distribuiti uniformemente.
Con la confettatura il seme viene rivestito di vari materiali, come vermiculite che lo rende in forma di pillola, adatto alla manipolazione e alla semina meccanica.
Con la confettatura possono essere aggiunte al seme sostanze che ne proteggono lo sviluppo e ne esaltano la potenzialità.
Sul mercato sono presenti numerosi tipi di seme variamente condizionati tra i quali:
- elisem
- unigraner
- splitkote
- quik pill
- combi coat

## Trattamenti pregerminativi
Per indurre una germinazione più rapida e uniforme possono essere adottate diverse tecniche.
La più semplice è certamente l'immersione in acqua per 24- 48 ore, in modo da facilitare l'imbibizione del seme, cui segue l'asciugatura e la semina.
L'immersione consente anche di eliminare i semi peggiori che galleggiano in superficie.
Più elaborate le moderne tecniche del fluid drilling e del plug mix che prevedono la pregerminazione rispettivamente in substrato gelificato o substrato torboso.
Ancora più complessa ed efficace è la tecnica del priming, basata sul principio di aumentare il vigore vegetativo del seme a mezzo di stress osmotici.
L'agente osmotico più impiegato è il polietilenglicole.
Un altro trattamento che promuove la germinazione è l'hardening che consiste nel sottoporre il seme a una serie successiva di idratazioni e di disidratazioni.